# Klete Keller
Klete Derek Keller (* 21. März 1982 in Phoenix, Arizona) ist ein ehemaliger US-amerikanischer Freistil-Schwimmer, der in seiner Karriere mehrfach olympische Medaillen gewonnen hat. Weltweites Aufsehen erregte er durch seine Teilnahme am Sturm auf das Kapitol in Washington 2021.

## Werdegang

### Frühes Leben
Keller wurde am 21. März 1982 als Sohn von Mutter Karen und Vater Kelly in Las Vegas, Nevada, geboren, wuchs in Phoenix, Arizona, auf und graduierte im Jahr 2000 an der Arcadia High School. Seine Eltern studierten an der Arizona State University und nahmen an Sportwettkämpfen gegen andere Universitäten teil, der Vater als Basketballspieler, die Mutter als Schwimmerin. Auch die beiden Schwestern schwammen, die ältere Kelsey für die University of Washington, die jüngere Kalyn für die University of Southern California (USC). Kalyn nahm auch als Schwimmerin an den Olympischen Sommerspielen 2004 teil.

### Studium
Keller studierte von 2000 bis 2001 für zwei Jahre auf der University of Southern California, die er allerdings wieder verließ, um sich verstärkt auf den Schwimmsport zu konzentrieren.

### Leistungssport
Während seiner Zeit beim Trojan Swim Club, dem Schwimmteam der USC, gewann er einige Wettkämpfe, unter anderem die NCAA-Championships auf den 200, 500 und 1650 Yard Freistildistanzen.
Er war ein Teil der legendären US-amerikanischen 4-mal-200-Meter-Freistilstaffel mit Michael Phelps, Ryan Lochte und Peter Vanderkaay, die bei den Olympischen Spielen 2004 in Athen die australische Vormachtstellung über diese Strecke brach und Olympiasieger wurde. 2007, bei den Schwimmweltmeisterschaften in Melbourne, durchbrach dieselbe Staffel den australischen Weltrekord, den Grant Hackett, Michael Klim, Bill Kirby und Ian Thorpe bei den Schwimmweltmeisterschaften 2001 in Fukuoka aufgestellt hatten.
Auch bei Schwimmweltmeisterschaften über die Lang- und Kurzbahn konnte Keller vor allem bei den Staffelentscheidungen überzeugen. Besonders hervorzuheben ist der Weltmeistertitel bei den Kurzbahnweltmeisterschaften 2002 über die 200 m Freistil in Moskau, da es sein einziger Einzel-Titel ist. Von 2004 bis 2007 trainierte Keller auf der University of Michigan unter Bob Bowman und dem früheren Cheftrainer Jon Urbanchek. Er verließ Ann Arbor aber wieder und kehrte zur USC zurück, um sein begonnenes Studium zu beenden und unter Dave Solo zu trainieren.

### Nach der Sportkarriere
Die Jahre nach seinem Karriereende im Jahr 2008 waren von einem persönlichen Tief, beruflicher Wechselhaftigkeit, Scheidung und Obdachlosigkeit geprägt. Vor seiner Teilnahme am Sturm auf das Kapitol war er als Immobilienmakler in Colorado Springs tätig.

### Teilnahme am Sturm auf das Kapitol
Am 6. Januar 2021 nahm er am Sturm auf das Kapitol durch Donald-Trump-Anhänger teil und wurde dafür am 13. Januar 2021 angeklagt. Ende September 2021 bekannte sich Keller der Teilnahme am Sturm auf das Kapitol schuldig. Er wurde zu drei Jahren Haft auf Bewährung verurteilt, von denen er die ersten sechs Monate unter Hausarrest verbringen muss. Zudem muss er zehn Stunden pro Monat an gemeinnütziger Arbeit verrichten. Die Staatsanwaltschaft hatte eine Haftstrafe von 10 Monaten ohne Bewährung gefordert, die Richterin sah aufgrund der Reue Kellers besondere Umstände, die eine Bewährung zuließen, dafür aber eine längere Strafe im Falle eines Bewährungsversagens vorsah.

## Rekorde

### Persönliche Bestleistungen

#### Langbahn
- 50 m Freistil – 21,59 s
- 100 m Freistil – 48,35 s

#### Kurzbahn
- 50 m Freistil – 21,31 s
- 100 m Freistil – 49,29 s

### Internationale Rekorde
| Weltrekorde (1)                                        | Weltrekorde (1) | Weltrekorde (1) | Weltrekorde (1) |
| ------------------------------------------------------ | --------------- | --------------- | --------------- |
| 4 × 200 m Freistil (mit Phelps, Lochte und Vanderkaay) | 07:03,24 min    | 30. März 2007   | Melbourne       |
| Amerikarekorde (1)                                     |                 |                 |                 |
| 4 × 200 m Freistil (mit Phelps, Lochte und Vanderkaay) | 07:03,24 min    | 30. März 2007   | Melbourne       |
| U.S. Open Rekorde (1)                                  |                 |                 |                 |
| 4 × 200 m Freistil (mit Phelps, DeJong und Vanderkaay) | 07:12,35 min    | 5. August 2005  | Irvine          |
| (Stand: 11. Juli 2008)                                 |                 |                 |                 |